# Leichtathletik-Länderkampf der Frauen 1960 BR Deutschland – Polen
| 7. Leichtathletik-Länderkampf mit bundesdeutscher Beteiligung 1960 | 7. Leichtathletik-Länderkampf mit bundesdeutscher Beteiligung 1960 |               |
| ------------------------------------------------------------------ | ------------------------------------------------------------------ | ------------- |
|                                                                    |                                                                    |               |
| Ländervergleich der Frauen: BR Deutschland – Polen                 |                                                                    |               |
| Austragungsort                                                     | Lüneburg                                                           |               |
| Wettbewerbe                                                        | 10                                                                 |               |
| Datum                                                              | 2. Oktober 1960                                                    |               |
| 1. FRG 1. POL                                                      | 53 Punkte                                                          |               |
| Chronik                                                            |                                                                    |               |
| ← POL-FRG (M)                                                      | FRG-SWE (M) →                                                      | FRG-SWE (M) → |

Im siebten Vergleich des Länderkampfjahres 1960 führten die Frauen parallel mit den Männern am 2. Oktober in Lüneburg ihren nun dritten Länderkampf gegen Polen durch. Der letzte lag allerdings schon lange zurück, er hatte 1935 stattgefunden. Die beiden vorangegangenen Begegnungen hatten die deutschen Leichtathletinnen für sich entschieden. Doch auch die polnische Frauenleichtathletik hatte sich in den letzten Jahren deutlich verbessert, sodass die Gegnerinnen stark einzuschätzen waren.

## Wettbewerbe und Modus
Auf dem Programm standen zehn Wettbewerbe und damit alle damaligen olympischen Frauenwettbewerbe – bei den Spielen 1960 war der 800-Meter-Lauf als zehnte Frauendisziplin ins olympische Programm gekommen. In den Frauenländerkämpfen wurde inzwischen in der Regel zusätzlich ein 400-Meter-Lauf ausgetragen – diese elfte Disziplin wurde 1964 auch bei den Frauen olympisch, sie kam hier jedoch nicht zur Durchführung. Gewertet wurde in den Einzeldisziplinen und in der Staffel nach dem Standardsystem.

## Ergebnis
Es kam zu dem erwarteten engen Duell zwischen den beiden Ländern. Im läuferischen Bereich errangen die Polinnen drei Einzelsiege bei einem Doppelerfolg und auch die Staffel ging an Polen. Für die bundesdeutschen Leichtathletinnen gab es hier einen Sieg, der mit einem Doppelerfolg ausging. In den beiden Sprüngen teilten sich Polen und die Bundesrepublik Deutschland die Disziplinsiege, der Weitsprung ging an Polen, der Hochsprung an die Bundesrepublik. Im Bereich Wurf/Stoß entschied Deutschland zwei Wettbewerbe bei einem Doppelerfolg für sich, Polen gewann hier den Diskuswurf. In der Punktwertung spielten dann auch die dritten und vierten Plätze noch eine Rolle. Der Vergleich endete mit dem ersten Unentschieden des bundesdeutschen Frauenteams, die Männer hatten 1958 ebenfalls gegen Polen auch ein Unentschieden auf ihrem Länderkampfkonto. Mit 53 zu 53 Punkten kam es nun bei den Frauen zum knappst möglichen Ausgang eines solchen Aufeinandertreffens.

## Resultate

### 100 m
| Platz | Athletin         | Land | Zeit (s) |
| ----- | ---------------- | ---- | -------- |
| 1     | Halina Richter   | POL  | 11,8     |
| 2     | Teresa Wieczorek | POL  | 11,9     |
| 3     | Jutta Heine      | FRG  | 12,0     |
| 4     | Anni Biechl      | FRG  | 12,0     |

### 200 m
| Platz | Athletin            | Land | Zeit (s) |
| ----- | ------------------- | ---- | -------- |
| 1     | Barbara Janiszewska | POL  | 24,3     |
| 2     | Karin Frisch        | FRG  | 24,6     |
| 3     | Celina Jesionowska  | POL  | 24,8     |
| 4     | Martha Langbein     | FRG  | 24,9     |

### 800 m
| Platz | Athletin             | Land | Zeit (min) |
| ----- | -------------------- | ---- | ---------- |
| 1     | Veronika Kummerfeldt | FRG  | 2:07,0     |
| 2     | Antje Gleichfeld     | FRG  | 2:09,3     |
| 3     | Krystina Nowakowska  | POL  | 2:09,6     |
| 4     | Beata Żbikowska      | POL  | 2:42,3     |

Beata Żbikowska verletzte sich, lief das Rennen jedoch zu Ende.

### 80 m Hürden
| Platz | Athletin            | Land | Zeit (s) |
| ----- | ------------------- | ---- | -------- |
| 1     | Barbara Janiszewska | POL  | 11,0     |
| 2     | Erika Fisch         | FRG  | 11,1     |
| 3     | Jutta Heine         | FRG  | 11,1     |
| 4     | Barbara Sosgórnik   | POL  | 11,2     |

### 4 × 100 m Staffel
| Platz | Besetzung      | Land                                                                   | Zeit (s) |
| ----- | -------------- | ---------------------------------------------------------------------- | -------- |
| 1     | Polen          | Barbara Janiszewska Celina Jesionowska Teresa Wieczorek Halina Richter | 45,4     |
| 2     | BR Deutschland | Martha Langbein Anni Biechl Erika Fisch Jutta Heine                    | 46,6     |

### Hochsprung
| Platz | Athletin               | Land | Höhe (m) |
| ----- | ---------------------- | ---- | -------- |
| 1     | Ingrid Becker          | FRG  | 1,69     |
| 2     | Jaroslawa Jozwiakowska | POL  | 1,60     |
| 3     | Rita Kortum            | FRG  | 1,60     |
| 4     | Mirosława Sałacińska   | POL  | 1,55     |

1,55

### Weitsprung
| Platz | Athletin            | Land | Weite (m) |
| ----- | ------------------- | ---- | --------- |
| 1     | Elżbieta Krzesińska | POL  | 6,10      |
| 2     | Renate Junker       | FRG  | 6,10      |
| 3     | Helga Hoffmann      | FRG  | 5,94      |
| 4     | Maria Chojnacka     | POL  | 5,81      |

6,04 m bzw. 5,85 m als zweitbeste Weiten bestimmten über die Plätze eins und zwei.

### Kugelstoßen
| Platz | Athletin        | Land | Weite (m) |
| ----- | --------------- | ---- | --------- |
| 1     | Sigrun Grabert  | FRG  | 15,54     |
| 2     | Eugenia Rusin   | POL  | 14,94     |
| 3     | Jadwiga Klimaj  | POL  | 14,82     |
| 4     | Marianne Werner | FRG  | 13,74     |

### Diskuswurf
| Platz | Athletin           | Land | Weite (m) |
| ----- | ------------------ | ---- | --------- |
| 1     | Kazimiera Rykowska | POL  | 49,38     |
| 2     | Johanna Bienert    | FRG  | 47,69     |
| 3     | Kriemhild Hausmann | FRG  | 46,50     |
| 4     | Helena Dmowska     | POL  | 44,52     |

### Speerwurf
| Platz | Athletin             | Land | Weite (m) |
| ----- | -------------------- | ---- | --------- |
| 1     | Erika Strößenreuther | FRG  | 51,11     |
| 2     | Anneliese Gerhards   | FRG  | 50,09     |
| 3     | Jadwiga Klimaj       | POL  | 39,64     |
| 4     | Ursula Figwer        | POL  | 38,38     |